# Crimini d'odio

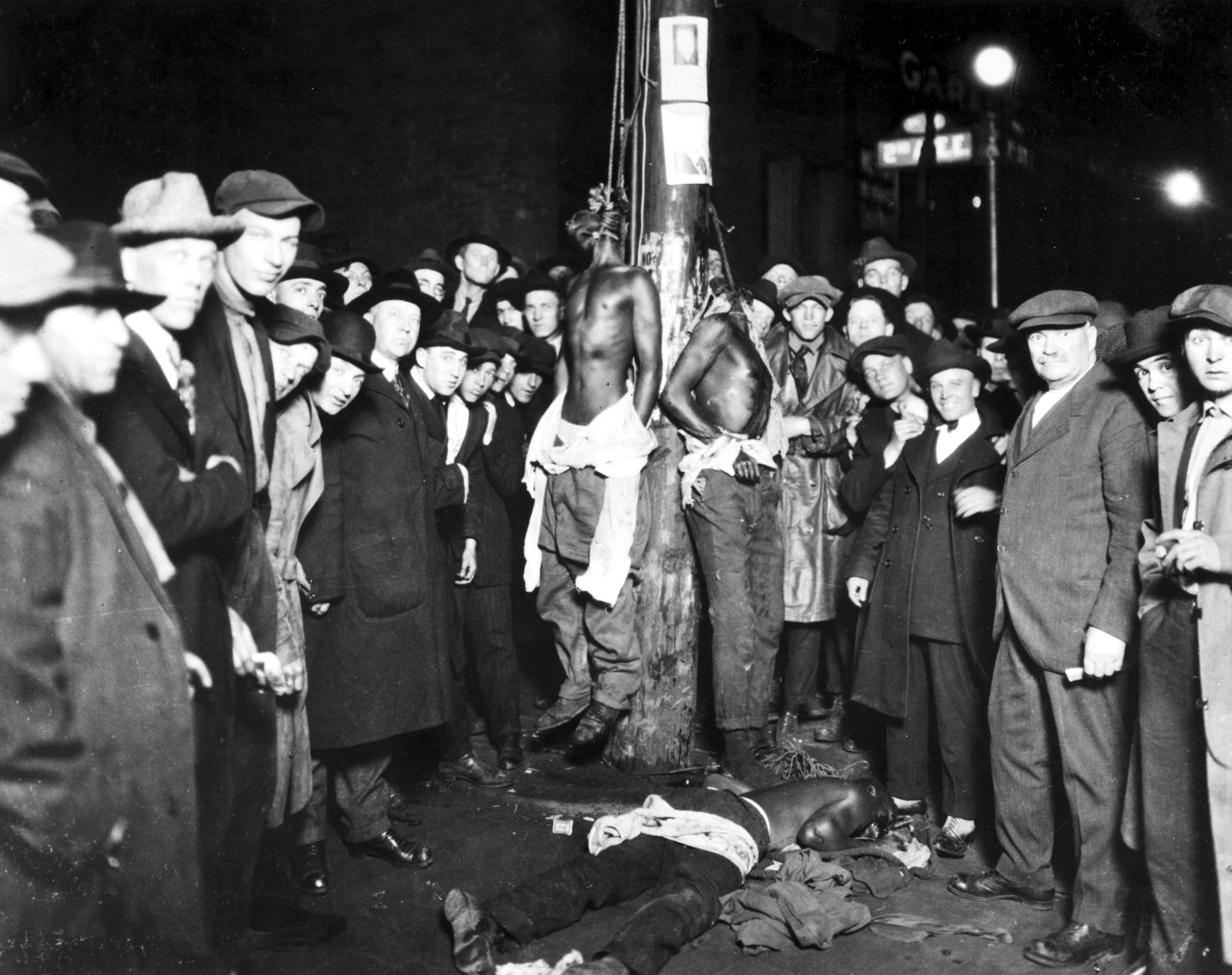
Linciaggio di Duluth del 1920, 15 giugno 1920 in una cartolina dell'epoca, quando una folla composta da migliaia di persone prelevò dalla locale stazione di polizia tre persone nere, per impiccarle dopo un pestaggio e un processo farsa celebrato in strada. I tre, estranei a qualunque tipo di crimine, erano accusati di una presunta violenza a due ragazze del luogo. Nessuno è mai stato condannato per i tre omicidi.

La categoria di crimini o reati d'odio comprende tutti gli atti di violenza perpetrati nei confronti di persone sulla base della loro appartenenza (vera o presunta) ad un  determinato gruppo sociale, identificato sulla base dell'etnia, della religione, dell'orientamento sessuale, dell'identità di genere o di particolari condizioni fisiche o psichiche.

## Nel diritto penale
Sul piano giuridico, un crimine dell'odio si presenta come una norma penale che pone in rilievo l'aspetto discriminatorio del gesto violento e vi ricollega un aggravio di pena.
Un crimine dell'odio può riguardare tanto la violenza sulle persone quanto quella sui beni legati alla vittima. 

### In rapporto alla libertà di espressione
Anche i cosiddetti discorsi d'odio possono considerarsi come crimini dell'odio, pur mantenendo una propria specificità in ragione della necessità di bilanciarli con l'interesse, costituzionalmente tutelato, alla libertà di espressione.
Più in generale, contro la stigmatizzazione dell'espressione di un pensiero discriminatorio, razzista o ispirato all'odio, si sono scatenate polemiche, dibattiti e campagne elettorali (spesso con toni molto violenti) che negano valore al politicamente corretto nel discorso pubblico.

## L'offensività del reato
Ciò che viene in rilievo nei crimini dell'odio e che spiega tanto l'allarme sociale quanto l'aggravio di pena non sono le idee, in senso lato razziste, della persona che compie tali violenze – e che pur ne costituiscono l'humus culturale dal quale originano – quanto le ricadute materiali di questo odio, tanto estremo da condurre ad un'azione che fa della discriminazione la ragione stessa del crimine. Semplificando, picchiare selvaggiamente un omosessuale non costituisce di per sé un crimine dell'odio ma lo diventa allorché la ragione del pestaggio sia l'orientamento sessuale, reale o presunto, della vittima. Secondo gli aggressori, la vittima meriterebbe di essere colpita semplicemente perché fa parte di quella minoranza nei confronti della quale l'aggressore nutre rancore e odio ideologico.
In questi crimini, ad essere sotto accusa è la violenza razzista e lo status di minoranza della vittima rileva in quanto presente nella mente dell'aggressore. Ecco perché un crimine d'odio, ad esempio, omofobico ben potrebbe realizzarsi anche nei confronti di un eterosessuale, qualora l'aggressore lo riconosca come omosessuale.
L'azione delittuosa nei crimini dell'odio ha quindi un significato nuovo e diverso da quello di una comune aggressione, non solo per le motivazioni ma anche per il fine perseguito. L'obiettivo non è semplicemente procurare un danno alla persona ma, attraverso di esso, è focalizzato a minare o annientare l'identità – culturale, etnica o sessuale che sia – della vittima e, insieme, del gruppo sociale di riferimento.
L'odio cui fanno riferimento questi crimini è quello in senso lato razziale e xenofobo che ricomprende tanto i convincimenti irrazionali di avversione sulla base della razza e dell'etnia quanto quelli a questi comunemente equiparati, come ad esempio i convincimenti omofobici, antisemiti, xenofobici, sessisti...

### Il movente psicologico
Ciò che differenzia un generico crimine violento da uno specifico crimine d'odio è appunto il sentimento dell'odio, un odio percepito come "giusto" da coloro che lo provano, fino al punto di desiderare la distruzione dell'oggetto odiato. Questa percezione permette a tale sentimento di svolgere una particolare funzione di auto-protezione per l'individuo, come analizzato da Robert Sternberg .

## La repressione dei crimini dell'odio nel mondo
I richiami alla repressione penale della violenza a sfondo razzista e xenofobo, sessista e omofobo sono diversi e provengono sia da istituzioni internazionali che europee, di carattere governativo e non governativo.

### Europa
Il Consiglio dei Ministri dell'Organizzazione per la sicurezza e la cooperazione in Europa (OSCE), nel dicembre 2009, prendendo atto del rapporto “Hate Crimes in the OSCE Region – Incidents and Responses” (Crimini d' odio nella regione OSCE - Incidenti e Risposte)  dell'Ufficio per le istituzioni democratiche e i diritti umani (ODIHR), ha ritenuto di impegnarsi e impegnare gli Stati membri dell'organizzazione, tra cui l'Italia, nella lotta contro i crimini d'odio (Decision No. 9/09 "Combating Hate Crimes"). Nel documento, tra le altre cose, si invitano gli Stati membri a riconoscere per legge i crimini d'odio in quanto tali, cioè basati su motivazioni razziste e xenofobe, e ad apprestare specifiche sanzioni.
Il Commissario per i Diritti Umani del Consiglio d'Europa, Thomas Hammarberg, nel 2009 ha auspicato che la risposta giudiziaria ai crimini d'odio sia severa, sottolineando come, anche nei Paesi in cui ciò sia già prevista, alcune legislazioni limitano la tutela a solo alcuni dei gruppi sociali destinatari di atti discriminatori violenti: il riferimento riguarda esplicitamente la comunità Lgbt europea.
La Corte europea dei diritti dell'uomo, in una sentenza del 2005, dopo aver affermato che “la violenza razziale è un affronto particolare alla dignità umana e, in considerazione delle sue conseguenze pericolose, richiede da parte delle autorità una vigilanza speciale e una vigorosa reazione”, dichiara che “le autorità dello Stato hanno il dovere di prendere tutte le misure ragionevoli per smascherare ogni movente razzista e di stabilire se l'odio etnico o il diverso pregiudizio possano aver giocato un ruolo” nell'episodio violento; “trattare la violenza e la brutalità razziale indotta in modo uguale ai casi che non hanno sfumature razziste sarebbe come chiudere un occhio sulla natura specifica di atti che sono particolarmente distruttivi dei diritti fondamentali”.

#### Belgio
In Belgio la legge del 23 marzo 1995 punisce con la reclusione fino ad un anno la negazione, la minimizzazione, la giustificazione o l'approvazione del genocidio commesso durante la seconda guerra mondiale dal regime nazista tedesco; un ente pubblico, il Centro per le pari opportunità e la lotta contro il razzismo, ha il compito di assicurare l'attuazione di questa legge, se necessario promuovendo azione in giudizio.

#### Francia
La legge francese n. 90-615 del 13 luglio 1990, detta "Legge Gayssot"  (dal nome del deputato comunista firmatario della proposta di legge Jean-Claude Gayssot) è "volta a reprimere ogni condotta razzista, antisemita o xenofoba".
Il primo articolo della legge stabilisce che "è proibita ogni discriminazione in base all'appartenenza o non appartenenza a un gruppo etnico, una nazione, una razza o religione."
La legge Gayssot, all'articolo 9, qualifica come reato la contestazione dell'esistenza di crimini contro l'umanità, così come definiti nello Statuto del Tribunale Militare Internazionale di Norimberga, i quali siano stati commessi dai membri di una organizzazione dichiarata criminale in applicazione di tale Statuto, ovvero da una persona condannata per tali crimini.
La sezione 6 (c) di tale Statuto definisce crimini contro l'umanità: "l'assassinio, lo sterminio, la riduzione in schiavitù, la deportazione e ogni altro atto inumano commesso contro popolazioni civili, prima o durante la guerra, ovvero le persecuzioni per motivi politici, razziali o religiosi, quando tali atti o persecuzioni (siano o non siano stati consumati in violazione della legge del paese in cui sono stati perpetrati) siano stati commessi a seguito di qualsiasi crimine ricadente nella giurisdizione del Tribunale, o in connessione con tale crimine."

#### Germania
Nel 1985 è stato introdotto nel paragrafo 130 del codice penale tedesco il divieto di negare o minimizzare l'importanza del genocidio, divieto la cui violazione è stata punita con il carcere fino ad un anno; nel 1994, la negazione dell'Olocausto è stata incorporata in una norma generale contro l'incitamento all'odio razziale, e la relativa pena è stata aumentata fino a cinque anni di carcere.
La legge tedesca è passata indenne dal vaglio della Corte europea dei diritti dell'uomo. Infatti, la Corte, in una decisione emessa il 6 settembre 1995, ha respinto il ricorso presentato dall'ex ufficiale nazista Otto Ernst Remer, che fu condannato in Germania nel mese di ottobre 1992 per incitamento all'odio razziale e per la negazione dell'Olocausto. Rigettando la domanda di Remer, la Corte ha dichiarato la sua condanna - e la legislazione su cui la stessa si è basata - in linea con la Convenzione europea dei diritti dell'uomo e delle libertà fondamentali.

#### Italia
La legge 25 giugno 1993 n. 205, anche chiamata Legge Mancino, può considerarsi un valido strumento nella lotta ai crimini d'odio. Essa incrimina tanto le violenze quanto l'incitamento alla violenza per motivi razziali, etnici, nazionali o religiosi, e coordinandosi con la legge n° 654 del 1975 appronta specifiche e ulteriori sanzioni anche per coloro che partecipano ad associazioni, movimenti o gruppi avente tra i propri scopi l'incitamento alla discriminazione o alla violenza per motivi razziali, etnici, nazionali o religiosi.
Tuttavia, come è facile rilevare dalla lettura del testo della legge, risultano totalmente sconosciuti all'incriminazione gli altri motivi discriminatori, in specie quelli relativi all'orientamento sessuale, all'identità di genere, alla misoginia e alla disabilità, che pur comunemente attengono alle problematiche dei crimini d'odio. Assenza peraltro rilevata anche nel rapporto, già citato, redatto da Human Rights Watch.
L'Agenzia per i Diritti Fondamentali dell'Unione Europea (FRA), nel suo rapporto sull'omofobia e sulla discriminazione basata sull'orientamento sessuale negli Stati membri dell'UE, sottolinea come l'Italia, diversamente da altri Stati membri, ignori assolutamente il concetto di crimine d'odio se declinato in funzione protettiva della comunità LGBT. Anche l'organizzazione internazionale non governativa, Human Rights Watch, nel suo Rapporto sulla violenza razzista e xenofoba in Italia, pubblicato il 21 marzo 2011, rileva che, pur esistendo la legge n° 205 del 1993, anche detta “Legge Mancino”, diretta a perseguire l'odio razziale, questo stesso strumento soffra della mancanza di qualunque riferimento all'orientamento sessuale, all'identità di genere, alla misoginia e alla disabilità, quali motivi scatenanti i crimini d'odio. Un vuoto giuridico che la stessa organizzazione chiede sia prontamente colmato.
I tentativi di rinfoltire la categoria dei soggetti tutelati dalla Legge Mancino, specie per quanto attiene agli omosessuali e, più in generale, alla comunità LGBT, sono stati portati avanti con diversa intensità in diverse legislature e già al tempo dell'approvazione del testo di legge nel 1993. Nessuno di questi è però mai andato in porto. Tuttavia, il 2 maggio 2018 l'onorevole e attivista LGBT Alessandro Zan ha presentato una proposta di legge vòlta a contrastare definitivamente le discriminazioni basate su orientamento sessuale e identità di genere. Al momento la Camera dei deputati ha approvato questa proposta di legge e si sta ancora attendendo l'esito finale.
1. Per ciò che concerne la tutela dei disabili si rileva il dispositivo  dell'art. 36 Legge 104/1992 che testualmente recita:
Quando i reati di cui all'articolo 527 del codice penale, i delitti non colposi di cui ai titoli XII e XIII del libro II del codice penale, nonché i reati di cui alla legge 20 febbraio 1958, n. 75, sono commessi in danno di persona portatrice di minorazione fisica, psichica o sensoriale, la pena è aumentata da un terzo alla metà.
2. Per i procedimenti penali per i reati di cui al comma 1 è ammessa la costituzione di parte civile del difensore civico, nonché dell'associazione alla quale risulti iscritta la persona handicappata o un suo familiare.

#### Regno Unito
Il Regno Unito non ha una legislazione simile.
Tuttavia nel 2013, in seguito all'omicidio di Sophie Lancaster, è stato varato un nuovo regolamento dalla polizia della Greater Manchester che equipara le discriminazioni in base alla "subcultura" di appartenenza a quelle fatte per razza, religione, disabilità e orientamento sessuale, facendole rientrare quindi nella categoria dei crimini d'odio.

#### Svizzera
In Svizzera l'articolo 261 bis del codice penale punisce con una pena detentiva sino a tre anni o con una pena pecuniaria "chiunque incita pubblicamente all'odio o alla discriminazione contro una persona o un gruppo di persone per la loro razza, etnia o religione; chiunque propaga pubblicamente un'ideologia intesa a discreditare o calunniare sistematicamente i membri di una razza, etnia o religione; chiunque, nel medesimo intento, organizza o incoraggia azioni di propaganda o vi partecipa; chiunque, pubblicamente, mediante parole, scritti, immagini, gesti, vie di fatto o in modo comunque lesivo della dignità umana, discredita o discrimina una persona o un gruppo di persone per la loro razza, etnia o religione o, per le medesime ragioni, disconosce, minimizza grossolanamente o cerca di giustificare il genocidio o altri crimini contro l'umanità; chiunque rifiuta ad una persona o a un gruppo di persone, per la loro razza, etnia o religione, un servizio da lui offerto e destinato al pubblico" .

### America

#### Stati Uniti
Nel 2009 il presidente Barack Obama promulgò il Matthew Shepard Act, un provvedimento che punisce i crimini d'odio sulla base di genere e identità di genere, orientamento sessuale o disabilità, percepita o reale della vittima.